# Marek Borzestowski
Marek Borzestowski (ur. 27 listopada 1971) – polski informatyk, menedżer, założyciel pierwszego w Polsce portalu Wirtualna Polska. 

## Życiorys
Absolwent Wydziału Zarządzania i Ekonomii Politechniki Gdańskiej, studiował także na Uniwersytecie Walijskim w Wielkiej Brytanii. Pracę dyplomową pisał w Ośrodku Badań Nuklearnych w Karlsruhe. 
Po obronie pracy dyplomowej w 1995, rozpoczął pracę jako asystent na Politechnice Gdańskiej. W tym samym czasie założył portal Wirtualna Polska, w którym do 2004 pełnił funkcje prezesa zarządu. W 2005 jako współfundator powołał do życia Instytut Sobieskiego, ośrodek analityczny typu think-tank. W tym samym roku założył firmę nowych technologii InteliWISE, działającą w zakresie wdrażania wirtualnych doradców dla serwisów WWW. W 2010 był współzałożycielem portalu Gruper.pl działającego na rynku zakupów grupowych. 
W 2000 tygodnik Wprost umieścił go na liście 100 najbogatszych ludzi w Polsce. 
Borzestowski to także zapalony podróżnik, żeglarz oraz pilot. 14 grudnia 2010 został uratowany z rozbitego podczas sztormu jachtu Nashachata, w zatoce Sloggett, na południu Argentyny.